# Батальон «Алга»
Батальон «Алга» (с тат. — «Вперёд») — тактическое формирование Сухопутных войск Российской Федерации. Находится в составе 72-й отдельной мотострелковой бригады. Сформирован властями Республики Татарстан в 2022 году для участия во вторжении России в Украину. Базируется в Новочеркасске.
Батальон понёс тяжёлые потери в ходе боёв за Угледар Донецкой области в феврале 2023 года. В сентябре 2023 года командир батальона Тимур Абдрахманов был взят в плен в ходе боёв за Бахмут. По состоянию на февраль 2024 года батальон продолжал функционировать.

## Создание
Батальон был сформирован в Татарстане в 2022 году среди более 40 добровольческих региональных российских подразделений с целью пополнения российской армии для продолжения вторжения в Украину. Первые сообщения о наборе в именные батальоны Татарстана появились 10 июня 2022 года, предлагая желающим подписать контракт «стабильную зарплату от 205 до 270 тысяч рублей в зависимости от специальности». В действительности первые выплаты военнослужащие получили только после прибытия в зону боевых действий в Украине, а большую часть зарплаты приходилось тратить на самостоятельное обеспечение военных. 23 июня для вербовки власти Татарстана создали телеграм-канал батальона. 8 июля батальон отправился из Татарстана на полигон в Оренбургской области.
По мнению старшего научного сотрудника программы «Россия и Евразия» Королевского института международных отношений Николая Петрова, название было выбрано по аналогии с именованиями во флоте и в пользу коренного этноса региона для избежания межэтнических проблем.

## Состав
Согласно заявлениям в телеграм-канале батальона, на 1 июля 2022 года батальон состоял из более чем 500 человек.

## Изменение условий службы из-за мобилизации в России
Летом 2022 года завербованным в батальон предоставляли контракты сроком на 4 месяца, однако с объявлением президентом России Владимиром Путиным мобилизации в России в сентябре 2022 года военнослужащие лишись возможности расторгнуть данные контракты. Несмотря на то, что 31 октября 2022 года министр обороны России Сергей Шойгу поручил генеральному штабу завершить мобилизацию, а 1 ноября пресс-секретарь президента России Дмитрий Песков заявил, что для завершения мобилизации Путин не должен издавать указ, период мобилизации так и не был окончен.
К декабрю 2022 года некоторые военнослужащие батальона решили, что их контракты закончились, и покинули места дислокации. В отношении по меньшей мере трёх солдат вначале начались проверки по части 5 статьи 337 УК «Самовольное оставление части или места службы продолжительностью свыше одного месяца в условиях вооруженного конфликта» и статье 338 УК «Дезертирство», а затем — возбуждены уголовные дела. В январе 2023 года военнослужащий батальона вернулся из Украины в 5-месячный отпуск, а в мае того же года совершил суицид из-за отсутствия возможности расторгнуть контракт. Накануне самоубийства военнослужащий пытался занять 200 тысяч рублей, которые, согласно предположению родственника погибшего, могли предназначаться для взятки с целью избежать отправку на фронт.
Военный юрист Максим Гребенюк указал на то, что деятельность добровольческих формирований регулируется Федеральным законом от 31 мая 1996 года № 61-ФЗ «Об обороне», из чего, по мнению юриста, следует, что срок действия контракта о пребывании в добровольческом батальоне, заключённого не с Министерством обороны России, ограничен прописанными в нём сроками, по истечении которых военнослужащие подлежат увольнению.

## Участие во вторжении в Украину

### Разгром под Угледаром
6 февраля 2023 года три неполные роты батальона из трёх сформированных в составе более 120 человек были отправлены на штурм лесопосадки в районе Угледара Донецкой области Украины. Штурм вёлся без разведки и поддержки артиллерии, в распоряжении батальона было по меньшей мере 12 БМП, 4 танка и 1 грузовик. Штурм провалился и батальон попал в засаду: 27 человек смогли покинуть поле боя живыми, по меньшей мере 27 человек погибли, более 60 получили ранения, часть бойцов числится пропавшими без вести, информации о числе пленённых нет. Согласно информации «Idel.Реалии», батальон предпринимал дальнейшие попытки закрепиться на местности и забрать тела убитых по меньшей мере 24 февраля, 14 и 21 марта 2023 года, неся новые потери. К моменту, когда территория была занята российскими войсками, опознание тел погибших было затруднено степенью их разложения и жизнедеятельностью животных.
В России провал и потери не были официально признаны, а военное руководство не взяло на себя ответственность за произошедшее.

### Бои за Бахмут
Предположительно в сентябре 2023 года батальон был разбит в ходе боёв за Андреевку к югу от Бахмута, а командир батальона Тимур Абдрахманов, которого бойцы батальона обвиняли в провальных действиях под Угледаром, был взят в плен.

## Потери
По состоянию на июль 2023 года согласно подсчётам «Idel.Реалии» погибло по меньшей мере 38 бойцов именных батальонов «Алга» и «Тимер». Издание отметило, что речь о смертях, официально подтверждённых родственниками и властями, из-за чего реальное число убитых может быть значительно выше. По информации «Idel.Реалии» по состоянию на октябрь 2024 года, более 150 бойцов батальона числятся пропавшими без вести.